# Ching Ling Foo Outdone
Ching Ling Foo Outdone è un cortometraggio diretto da Edwin S. Porter  della durata di circa 1 minuto in bianco e nero.
Protagonista del cortometraggio è il prestigiatore americano William Ellsworth Robinson, il quale, nato a New York attorno al 1864 da immigrati scozzesi, si esibiva nei teatri sotto il nome d'arte di Chung Ling Soo. In questo cortometraggio grazie agli effetti cinematografici può mostrare una complessa sequenza di giochi di prestigio, apparizioni e sparizioni, effettuati col trucco dell'arresto della ripresa.

## Trama
Un prestigiatore copre un tavolo con il suo mantello e fa apparire al suo posto una tinozza piena d'acqua, che si riempie di animali e quindi a sua volta scompare facendo apparire un bambino.

## Produzione
Il film fu prodotto dall'Edison Manufacturing Company.

## Distribuzione
Distribuito dall'Edison Manufacturing Company, uscì nelle sale cinematografiche USA nel febbraio 1900.